# 小米手環5
小米手环5是一款由小米科技生产的可穿戴设备，发布于2020年6月11日。相較上一代小米手環，小米手環5增加了压力檢測、呼吸訓練、PAI活力指數、女性健康等功能，充電方式改為磁吸式充電。NFC版本支持模拟公交卡、门禁卡。支持支付宝二維碼和银联云闪付支付。NFC版另增加夜間睡眠紅外線心跳感測功能